# IBM MareNostrum
MareNostrum era il più potente supercomputer disponibile in Europa (e uno dei più potenti computer del pianeta) secondo il test LINPACK nel novembre 2005. Il computer è stato presentato da IBM e da María Jesús San Segundo, ministro spagnolo per la pubblica istruzione e per le scienze. L'architettura è costituita da 2282 nodi, ciascuno dei quali composto da due IBM PowerPC G5 a 64 bit funzionanti a 2.2 GHz. Quindi, in totale il sistema è composto da 4564 processori.
I nodi del MareNostrum comunicano tramite una rete primaria ad alta velocità e a bassa latenza. La rete Myrinet consiste in adattatori Myrinet per ogni server e switch collegati a 12 Myrinet switch. In aggiunta, vi è una tradizionale rete LAN Gigabit ethernet collegata a cinque switch Gigabit ethernet. Il sistema è dotato di 9 Terabyte di RAM e 140 Terabyte di dischi rigidi per memorizzare le elaborazioni.
MareNostrum si serve di blade server del tipo BladeCenter JS20 che utilizzano Linux come sistema operativo. Il supercomputer è in grado di sviluppare 27.91 TeraFLOPS a regime e 42.144 TeraFLOPS di picco. Il sistema occupa 160 metri quadrati di superficie e pesa 40 tonnellate; è stato assemblato inizialmente a Madrid in due mesi, per poi essere trasferito a Barcellona nell'Universitat Politècnica de Catalunya.
Il computer viene utilizzato nell'analisi del genoma umano, nell'analisi delle proteine, nelle previsioni del tempo e nell'analisi di composti chimici. Il sistema è stato attivato il 12 aprile 2005 ed è a disposizione della comunità scientifica spagnola e internazionale.
Il nome del computer richiama il Latino Mare nostrum (mare nostro), il nome che i Romani davano al mar Mediterraneo. Il nome vuole alludere non solo alla collocazione geografica del computer, ma anche all'ampio respiro delle ricerche compiute con il sistema.
- Mare Nostrum 2
- Mare Nostrum 3
- Mare Nostrum 4
- Mare Nostrum 5